# DisneyMania 6
Disneymania 6 è il sesto disco della serie Disneymania, in cui artisti contemporanei cantano brani classici Disney con un ritmo più moderno. L'album è stato messo in commercio il 20 maggio 2008.
Disneymania 6 contiene canzoni cantate dagli artisti Disney Channel come Emily Osment, Mitchel Musso, The Cheetah Girls, Selena Gomez, e Demi Lovato. In questo disco cantano anche grandi artisti come Plain White T's, Kate Voegele, Colbie Caillat, Nikki Blonsky e Elliott Yamin.

## Tracce
| #   | Artista                      | Titolo                               | da                        | Durata |
| --- | ---------------------------- | ------------------------------------ | ------------------------- | ------ |
| 1.  | Emily Osment e Mitchel Musso | "If I Didn't Have You"               | Monsters & Co.            | 3:06   |
| 2.  | Demi Lovato                  | "That's How You Know"                | Come d'incanto            | 3:12   |
| 3.  | The Cheetah Girls            | "Some Day My Prince Will Come"       | Biancaneve e i sette nani | 3:27   |
| 4.  | Colbie Caillat               | "Kiss the Girl"                      | La sirenetta              | 3:16   |
| 5.  | Selena Gomez                 | "Cruella de Vil"                     | La carica dei cento e uno | 3:21   |
| 6.  | Billy Ray Cyrus              | "Real Gone"                          | Cars - Motori ruggenti    | 3:32   |
| 7.  | Elliott Yamin                | "Can You Feel the Love Tonight"      | Il re leone               | 5:22   |
| 8.  | Elijah Kelley                | "He Lives in You"                    | Il re leone               | 3:59   |
| 9.  | Drew Seeley                  | "You'll Be in My Heart"              | Tarzan                    | 3:36   |
| 10. | Kate Voegele                 | "When You Wish Upon a Star"          | Pinocchio                 | 2:45   |
| 11. | Keke Palmer                  | "Reflection"                         | Mulan                     | 3:37   |
| 12. | Plain White T's              | "When I See an Elephant Fly"'        | Dumbo                     | 1:52   |
| 13. | Jordan Pruitt                | "Ever Ever After"                    | Come d'incanto            | 3:12   |
| 14. | Kaycee Stroh                 | "My Strongest Suit"                  | Aida                      | 3:49   |
| 15. | Nikki Blonsky                | "A Dream Is a Wish Your Heart Makes" | Cenerentola               | 4:01   |

## Posizione e vendita
L'album ha debuttato sulla Billboard Music Charts alla posizione n.32, vendendo 15636 copie. Nella sua seconda settimana, l'album è salito alla n.24 con un'ulteriore vendita di 16273 copie, portando il totale delle vendite a 31909.